# Echyra griveaudi
Echyra griveaudi är en skalbaggsart som beskrevs av Marc Lacroix 1997. Echyra griveaudi ingår i släktet Echyra och familjen Melolonthidae. Inga underarter finns listade i Catalogue of Life.